# 福岡市立壱岐中学校
福岡市立壱岐中学校（ふくおかしりつ いきちゅうがっこう）は、福岡県福岡市西区拾六町にある市立の中学校。

## 沿革
- 1973年 - 福岡市立西福岡中学校より分離独立
- 1978年 - 福岡市立西陵中学校を分離
- 1980年 - 福岡市立内浜中学校を分離
- 1985年 - 福岡市立壱岐丘中学校を分離

## 部活動
- 陸上部（男子、女子）
- バスケットボール部（男子、女子）
- サッカー部
- ソフトテニス部（女子）
- バレーボール部（男子、女子）
- 野球部
- 卓球部（男子、女子）
- ソフトボール部（女子）
- 野外活動部（男子、女子）
- 吹奏楽部
- 放送部
- 美術部
- 国際文化部
- 柔道部

## 校区
福岡市西区のうち、以下の区域
- 壱岐小学校通学区域
- 壱岐東小学校通学区域

## 交通
- 福岡市地下鉄七隈線橋本駅から約1.6km、徒歩約20分。

## 著名な出身者
- 福田夏央（独立リーグ野球選手） ※2年次に国外へ転出